# Belarussische Fußballnationalmannschaft (U-17-Junioren)
Die belarussische U-17-Fußballnationalmannschaft ist eine Auswahlmannschaft belarussischer Fußballspieler. Sie unterliegt der Belaruskaja Federazyja Futbola und repräsentiert sie international auf U17-Ebene, etwa in Freundschaftsspielen gegen die Auswahlmannschaften anderer nationaler Verbände, bei U17-Europameisterschaften und U17-Weltmeisterschaften.
Die Mannschaft qualifizierte sich bislang zweimal für die Europameisterschaft. 1994 schied sie im Viertelfinale aus, 2005 in der Vorrunde.
Für eine Weltmeisterschaft konnte sie sich bisher nicht qualifizieren.
Bis 1992 spielten belarussische Fußballspieler in der sowjetischen U17-Nationalmannschaft.

## Teilnahme an U17-Weltmeisterschaften
(Bis 1989 U16-Weltmeisterschaft)
| 1993 | nicht teilgenommen |
| 1995 | nicht qualifiziert |
| 1997 | nicht qualifiziert |
| 1999 | nicht qualifiziert |
| 2001 | nicht qualifiziert |
| 2003 | nicht qualifiziert |
| 2005 | nicht qualifiziert |
| 2007 | nicht qualifiziert |
| 2009 | nicht qualifiziert |
| 2011 | nicht qualifiziert |
| 2013 | nicht qualifiziert |
| 2015 | nicht qualifiziert |
| 2017 | nicht qualifiziert |
| 2019 | nicht qualifiziert |
| 2023 | nicht qualifiziert |

## Teilnahme an U17-Europameisterschaften
(Bis 2001 U16-Europameisterschaft)
| 1993 | nicht teilgenommen |
| 1994 | Viertelfinale      |
| 1995 | nicht qualifiziert |
| 1996 | nicht qualifiziert |
| 1997 | nicht qualifiziert |
| 1998 | nicht qualifiziert |
| 1999 | nicht qualifiziert |
| 2000 | nicht qualifiziert |
| 2001 | nicht qualifiziert |
| 2002 | nicht qualifiziert |
| 2003 | nicht qualifiziert |
| 2004 | nicht qualifiziert |
| 2005 | Vorrunde           |
| 2006 | nicht qualifiziert |
| 2007 | nicht qualifiziert |
| 2008 | nicht qualifiziert |
| 2009 | nicht qualifiziert |
| 2010 | nicht qualifiziert |
| 2011 | nicht qualifiziert |
| 2012 | nicht qualifiziert |
| 2013 | nicht qualifiziert |
| 2014 | nicht qualifiziert |
| 2015 | nicht qualifiziert |
| 2016 | nicht qualifiziert |
| 2017 | nicht qualifiziert |
| 2018 | nicht qualifiziert |
| 2019 | nicht qualifiziert |
| 2022 | nicht qualifiziert |
| 2023 | nicht qualifiziert |
| 2024 | nicht qualifiziert |